# Yves Nonen
Yves Nonen, né le 5 août 1916 à Lanmérin dans les Côtes-du-Nord, mort le 24 novembre 1944 au ballon d'Alsace dans le Haut-Rhin, est un officier marinier des Forces françaises libres pendant la Seconde Guerre mondiale. Il est Compagnon de la Libération.

## Biographie
Yves Nonen naît à Lanmérin dans les Côtes-du-Nord le 5 août 1916.
Il est engagé volontaire à seize ans, en avril 1933, dans la Marine nationale. Il est d'abord mousse, puis apprenti matelot, et devient fusilier marin en juillet 1934.
Quartier maître de 1re classe au début de la Seconde Guerre mondiale, Yves Nonen répond à l'Appel du 18 Juin du général de Gaulle et rejoint les Forces françaises libres. Il est nommé au 1er bataillon de fusiliers marins (1er BFM) à sa formation en juillet 1940.
Il participe avec le 1er BFM aux campagnes de la France libre de 1940 à 1942 : l'opération de Dakar, la campagne de Syrie, la campagne de Libye. Il se distingue particulièrement à la bataille de Bir Hakeim, et reçoit pour cela la croix de guerre et sa promotion en février 1942 au grade de second maître.
Nonen prend part ensuite à la campagne d'Italie avec le 1er BFM transformé en 1er régiment de fusiliers marins. Il s'y fait remarquer de nouveau, en neutralisant le 15 juin 1944 un important parti ennemi.
Il participe ensuite au débarquement en Provence, débarque à Cavalaire le 16 août et prend part à la libération de Toulon. Il maintient le 23 août sous le feu une position de tir pour protéger l'infanterie et tient sa position jusqu'à l'ordre d'évacuation, et réédite le même jour un exploit du même ordre. En récompense de ses faits d'armes, il est promu premier maître le 1er septembre.
Après avoir remonté la vallée du Rhône dans le cadre de la libération de la France, il participe à la bataille d'Alsace. Au ballon d'Alsace, il est tué le 24 novembre 1944 à la tête de son peloton lors d'un mouvement déterminant pour encercler les Allemands au Sundgau. Il est d'abord enterré à proximité, à Giromagny, puis enterré dans le cimetière de Louannec dans les Côtes-du-Nord,.
Il est fait Compagnon de la Libération à titre posthume par le décret du 26 septembre 1945.

## Distinctions
- Chevalier de la Légion d'honneur à titre posthume en novembre 1947[3],[4]
- Compagnon de la Libération par décret du 26 septembre 1945, à titre posthume[1] ;
- Médaille militaire
- Croix de guerre 1939–1945 avec quatre citations ;
- Médaille de la Résistance française par décret du 16 janvier 1947[5]
- Médaille coloniale
- Médaille commémorative française de la guerre 1939–1945

## Hommages
- À Louannec, où il est enterré, une place porte son nom.
- Son « soldier's service and pay book » est exposé en 1990 à l'occasion de cinquantenaire de l'ordre de la Libération[6].
- Un des futurs patrouilleurs hauturiers de la Marine nationale, mise en service prévue entre 2028 et 2030, portera son nom[7].